# 4-Octyloxydiphenyliodoniumhexafluoroantimonat(V)
4-Octyloxydiphenyliodoniumhexafluoroantimonat, C20H26IOSbF6 ist ein organisches Salz.

## Verwendung
Als Photoinitiator kann ein Gemisch bestehend aus 4-Octyloxydiphenyliodoniumhexafluoroantimonat und 2,2-Dimethoxy-2-phenylacetophenon oder 2-Methoxy-2-phenylacetophenon verwendet werden. Dieses Gemisch wird für die Polymerisation einer Pyrrol-Methacrylat-Mischung eingesetzt, welches mit einer 365 nm LED bestrahlt wird.

## Eigenschaften
4-Octyloxydiphenyliodoniumhexafluoroantimonat ist ein gebrochen-weißer Feststoff. Sein Schmelzpunkt liegt bei 57 °C und der Flammpunkt bei 110 °C.

## Sicherheitshinweise
Die Verbindung ist toxisch bei Verschlucken oder Inhalieren.